# Anielin Fabera
Anielin Fabera (ur. 8 czerwca 1913 w Łąkach nad Olzą, zm. 27 sierpnia 1983 w Mikołowie) – polski nauczyciel i wieloletni dyrektor Zasadniczej Szkoły Górniczej w Lędzinach. Obecnie patron Powiatowego Zespołu Szkół w Lędzinach i działającego w mieście Lędziny Towarzystwa Kulturalnego.

## Życiorys

### Dzieciństwo i edukacja
Anielin Fabera urodził się 8 czerwca 1913 roku w Łąkach nad Olzą (obecnie powiat Frysztat w Czechach). 15 czerwca 1913 roku został ochrzczony w kościele pw. św. Barbary przez ówczesnego proboszcza parafii ks. Wiktoryna Kluska, otrzymując imię Engelbert Anielin. Rodzicami chrzestnymi Anielina zostali Karol Fabera i Barbara Mazurowa.
W 1919 roku Engelbert rozpoczął naukę w polskiej Publicznej Szkole Ludowej, którą pobierał do roku 1927. Był bardzo pilnym uczniem i ukończył szkołę z wynikiem bardzo dobrym. Naukę kontynuował w Publicznej Szkole Wydziałowej we Frysztacie, którą ukończył w 1930 roku, uzyskując ze wszystkich przedmiotów ocenę celującą. W czasie nauki w Publicznej Szkole Wydziałowej uczył się także gry na pianinie oraz za namową rodziców i dziadków języka niemieckiego. W 1929 roku Engelbert Fabera przyjął sakrament bierzmowania, otrzymując imię Albin. Od ukończenia Publicznej Szkoły Wydziałowej zaczął nosić imię Anielin. Młody Fabera od najmłodszych lat wykazywał talenty muzyczne i plastyczne. Ponadto marzył, by zostać nauczycielem i posiadał wrodzone uzdolnienia pedagogiczne, toteż za namową rodziców kształcił się dalej w Polskim Seminarium Nauczycielskim im. Pawła Stalmacha w Bobrku koło Cieszyna. W tym czasie zamieszkiwał na stancji u państwa Sarmacewiczów w kamienicy przy ulicy Macierzy Szkolnej 1. Nauczył się wtedy szyć na maszynie, prać i prasować oraz naprawiać buty. Umiejętności te były dla niego szczególnie cenne w dorosłym życiu. Pobierał także lekcje malarstwa u cieszyńskiego malarza Karola Niedoby, który nauczył go wykonywania szkiców oraz wprowadził w tajniki malowania akwarelami. Po ukończeniu, trwającej 5 lat, nauki w Polskim Seminarium Nauczycielskim był doskonale przygotowany do nauczania wszystkich przedmiotów w szkole powszechnej. Posiadł także umiejętność gry na akordeonie, skrzypcach i pianinie oraz potrafił posługiwać się w mowie i piśmie językiem czeskim i niemieckim. Był także dyrygentem chóru uczniowskiego. W wieku 22 lat poszerzył swoje zainteresowania artystyczne. Opanował ozdobne liternictwo, technikę linorytu i drzeworytu oraz malarstwo sztalugowe i rysunek.

## Rodzina
Był synem Józefa Fabery i Franciszki Fabery, z domu Fukała. Miał 2 lata młodszą siostrę Marię i 7 lat młodszego brata Eduarda. Ojciec pracował w kopalni Gabriel, znajdującej się w oddalonym o 4 kilometry od domu, Karwinie. Do pracy codziennie chodził pieszo, a po wojnie zakupił rower i dojeżdżał na nim do pracy. Matka natomiast zajmowała się domem i prowadziła gospodarstwo, w którym hodowała drób i krowy.

## Działalność nauczycielska

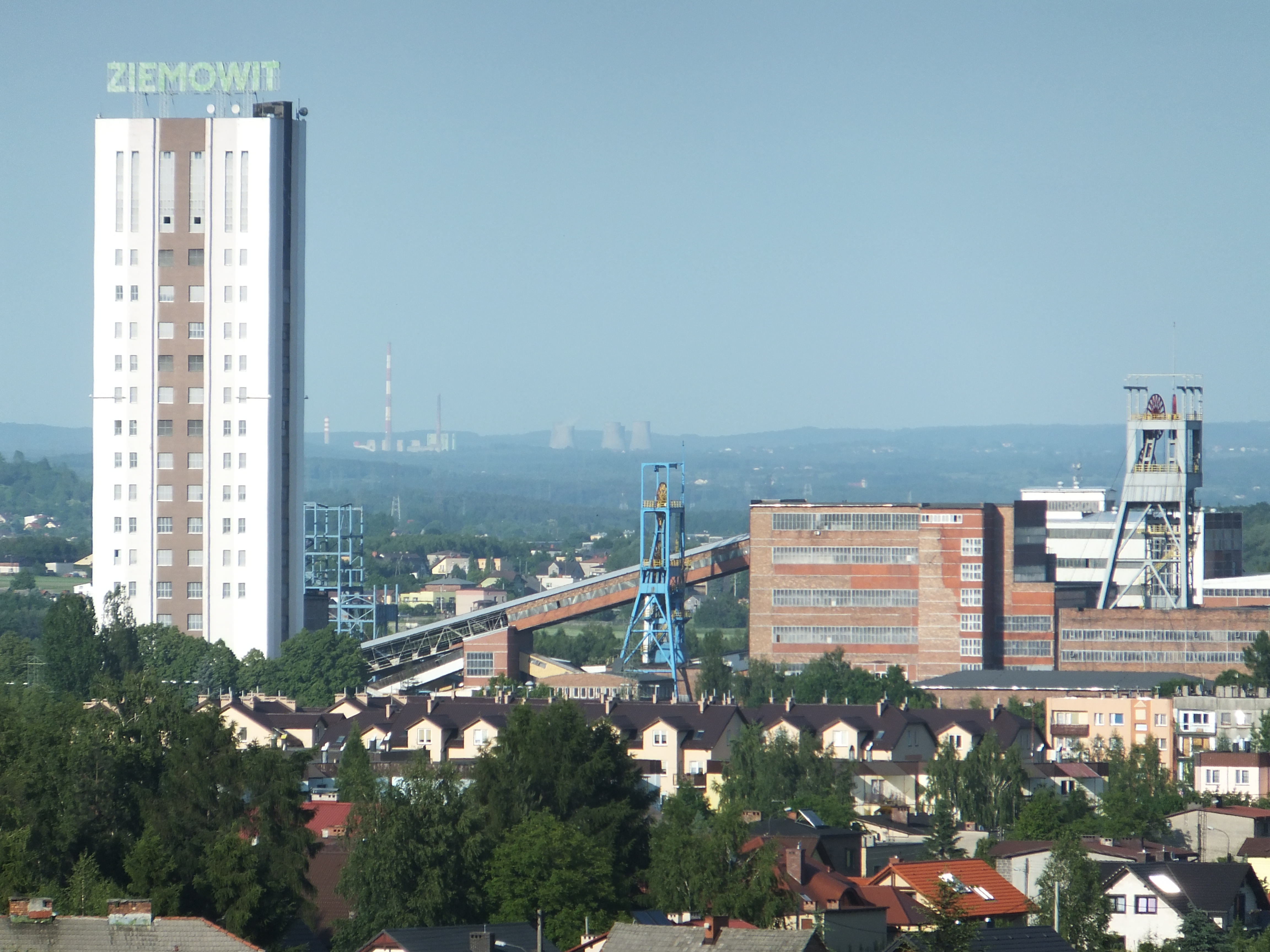
KWK Ziemowit. W jej pobliżu znajdowała się szkoła zawodowa założona przez A. Faberę, a jej uczniowie odbywali tam praktyki.

W 1933 roku Anielin Fabera zrzekł się obywatelstwa czechosłowackiego i przyjął obywatelstwo polskie. W 1935 roku udał się do Powiatowego Urzędu Szkolnego w Pszczynie, by podjąć pierwszą pracę w roli nauczyciela. Otrzymał wtedy posadę nauczyciela i kierownika szkoły w Grzawie znajdującej się 10 kilometrów od Pszczyny. Była to mała szkoła, w której naukę pobierało 59 uczniów. Fabera stał się lubianym i szanowanym nauczycielem, a wieść o nim szybko rozeszła się po okolicy. W związku z tym często odwiedzał także szkołę w pobliskiej miejscowości Miedźna, gdzie poznał swoją przyszłą żonę. W roku szkolnym 1936/1937 Anielin Fabera podjął pracę w szkole w Miedźnej. Wszystko po to, aby odbyć dwuletnią praktykę w dwóch szkołach i móc uzyskać pełne kwalifikacje pedagogiczne. Młody Fabera nauczał tam matematyki, fizyki, religii i śpiewu 14 marca 1938 roku został dopuszczony do egzaminu przed Państwową Komisją Egzaminacyjną, który zdał z wynikiem bardzo dobrym, uzyskując przy tym kwalifikacje zawodowe, które umożliwiały zatrudnienie na stałe w publicznych szkołach powszechnych.

## Czas wojny i pobyt w obozie koncentracyjnym

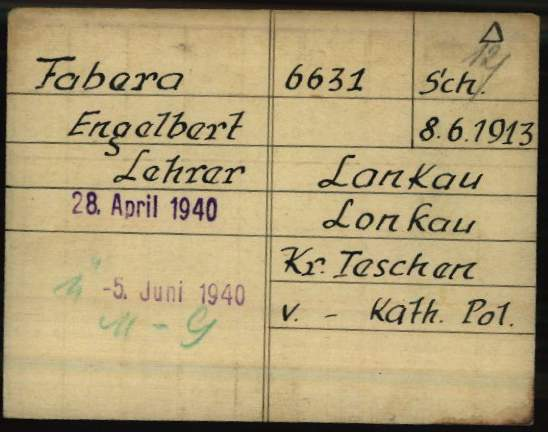
Karta rejestracyjna Engelbert Anielin Fabera jako więźnia w nazistowskim obozie koncentracyjnym w Dachau

W roku szkolnym 1939/1940 Fabera miał podjąć pracę nauczyciela w Publicznej Męskiej Szkole Wydziałowej we Frysztacie, jednak tak się nie stało, gdyż wybuchła wojna. W kwietniu 1940 roku został aresztowany na polecenie burmistrza gminy Łąki. Powodem było rzekome przechowywanie broni, którego jednak nie udowodniono w czasie rewizji oraz zarzut bycia fanatykiem Polski. Anielin został umieszczony wraz z innymi polskimi więźniami na kwarantannie w bloku 10 obozu koncentracyjnego w Dachau. Następnie od 6 czerwca 1940 roku do 7 listopada 1941 roku przebywał w obozie koncentracyjnym Mauthausen-Gusen, gdzie pracował w kamieniołomie w Gusen i Kastenhofen jako tragarz i kamieniarz. Od 7 listopada 1941 roku do września 1942 roku pracował jako pisarz przy krematorium. Później był oficjalnie zatrudniony w stolarni przy kamieniołomie Gusen I a nieoficjalnie jako pisarz w krematorium, gdzie był zmuszony nosić oznaczenie więźnia radzieckiego, gdyż Polakom nie wolno było podjąć pracy w krematorium. 12 lipca 1945 roku Anielin Fabera opuścił obóz i wrócił do kraju.

## Powrót do kraju i utworzenie szkoły zawodowej
Po opuszczeniu obozu koncentracyjnego Fabera powrócił do Skoczowa, gdzie mieszkała jego teściowa Helena Bielatowicz. Następnie wraz z żoną przeniósł się do Lędzin, gdzie jego żona przed wojną pracowała jako nauczyciel mianowany w szkole w Hołdunowie. 1 września 1945 roku Engelbert na podstawie przeniesienia służbowego rozpoczął pracę jako nauczyciel matematyki, fizyki, chemii i śpiewu w szkole podstawowej w Lędzinach. 1 października 1945 roku na polecenie Kuratorium Okręgu Szkolnego w Katowicach wraz z kierownikiem szkoły podstawowej w Bieruniu Mikołajem Halskim miał za zadanie utworzyć Wieczorową Szkołę Dokształcającą. Szkoła ta dała początek szkole zawodowej i pełnej szkole średniej w Lędzinach. Kierował nią Anielin Fabera. W 1949 roku nazwa szkoły została zmieniona na Publiczną Średnią Szkołę Zawodową, a tryb nauki z wieczorowego na dzienny. Dyrektorem liczącej 200 uczniów szkoły mianowano Anielina Faberę.

## Założenie rodziny
Anielin Fabera ożenił się 7 lutego 1939 roku w Lędzinach – Hołdunowie z 2 lata starszą Janiną Bielatowicz. Janina podobnie jak jej mąż była nauczycielką. Poznali się w szkole w Miedźnej, gdzie Faberę przeniesiono z pobliskiej Grzawy. Po powrocie męża z obozu koncentracyjnego zamieszkali w Lędzinach, gdzie oboje pracowali jako nauczyciele. 12 lipca 1949 roku na świat przyszedł ich jedyny syn Marek.

## Działalność pozaszkolna

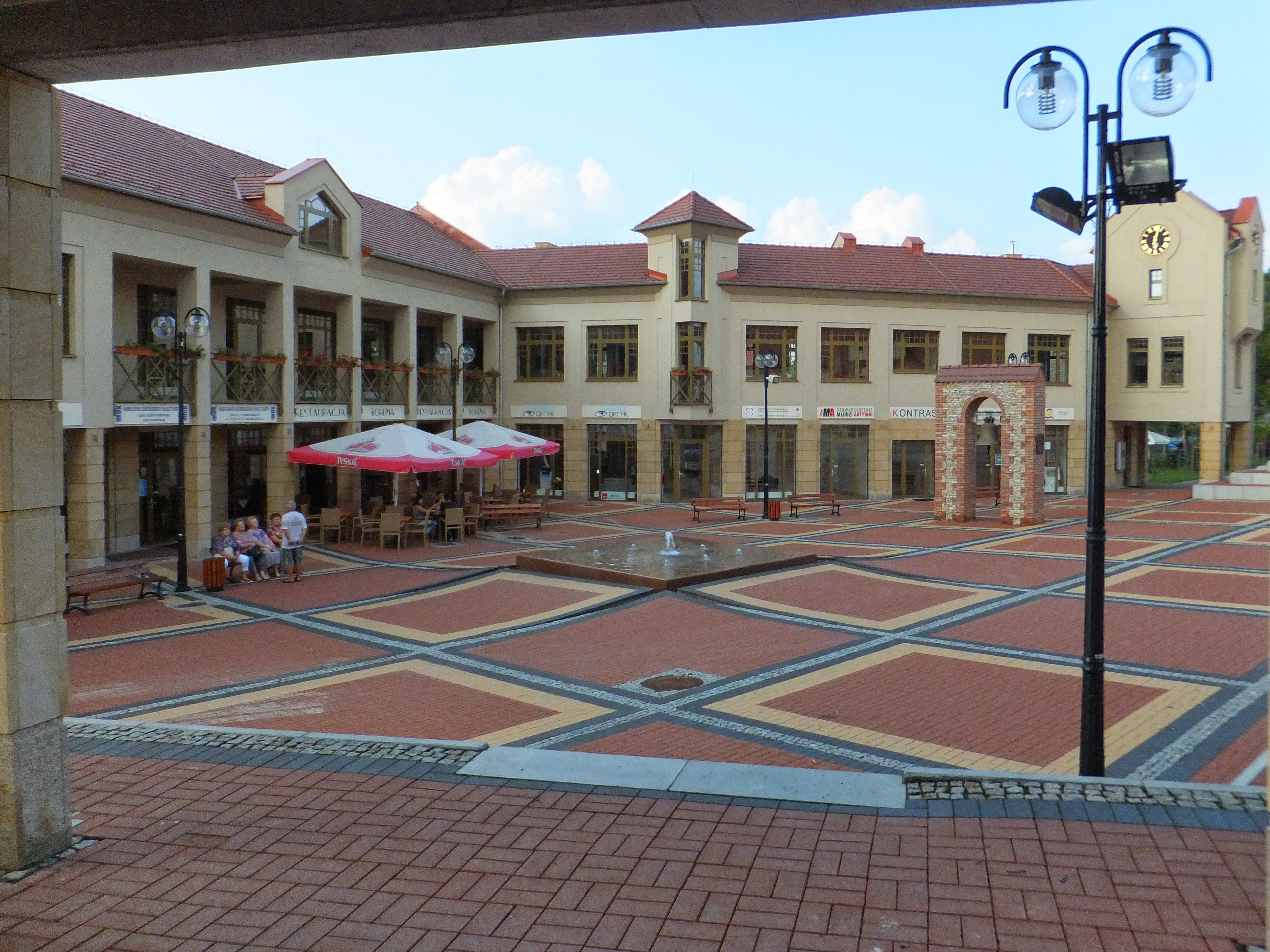
Plac Farski w Lędzinach, gdzie obecnie ma siedzibę klub plastyka „Kontrast”, z którym związany był Anielin Fabera.

Oprócz wykonywania obowiązków nauczyciela, Anielin angażował się w życie społeczne i kulturalne miasta Lędziny. Był przewodniczącym rady nadzorczej Gminnej Spółdzielni „Samopomoc Chłopska”. Trzy kadencje pełnił funkcję radnego Miejskiej Rady Narodowej. Założył zespół artystyczno-muzyczno-taneczny, który zajmował się tematyką ludową i narodowościową. Należał do Towarzystwa Wiedzy Powszechnej i był jego prelegentem. Był członkiem Związku Bojowników o Wolność i Demokrację. Kolekcjonował znaczki i karty pocztowe oraz prowadził Młodzieżowy Klub Filatelistyczny. W czasie wolnym malował obrazy za pomocą akwareli, a także wykonywał obrazy olejne i szkice węglem. Po przejściu na emeryturę był aktywistą w skupiającym nieprofesjonalnych malarzy klubie plastyka „Kontrast”.

## Upamiętnienie
W 1997 roku zostało założone Towarzystwo Kulturalne im. Anielina Fabery, które miało na celu w dalszym ciągu promować działalność kulturalną i artystyczną w mieście Lędziny.